# Fuxi
För andra betydelser, se Fuxi (olika betydelser).

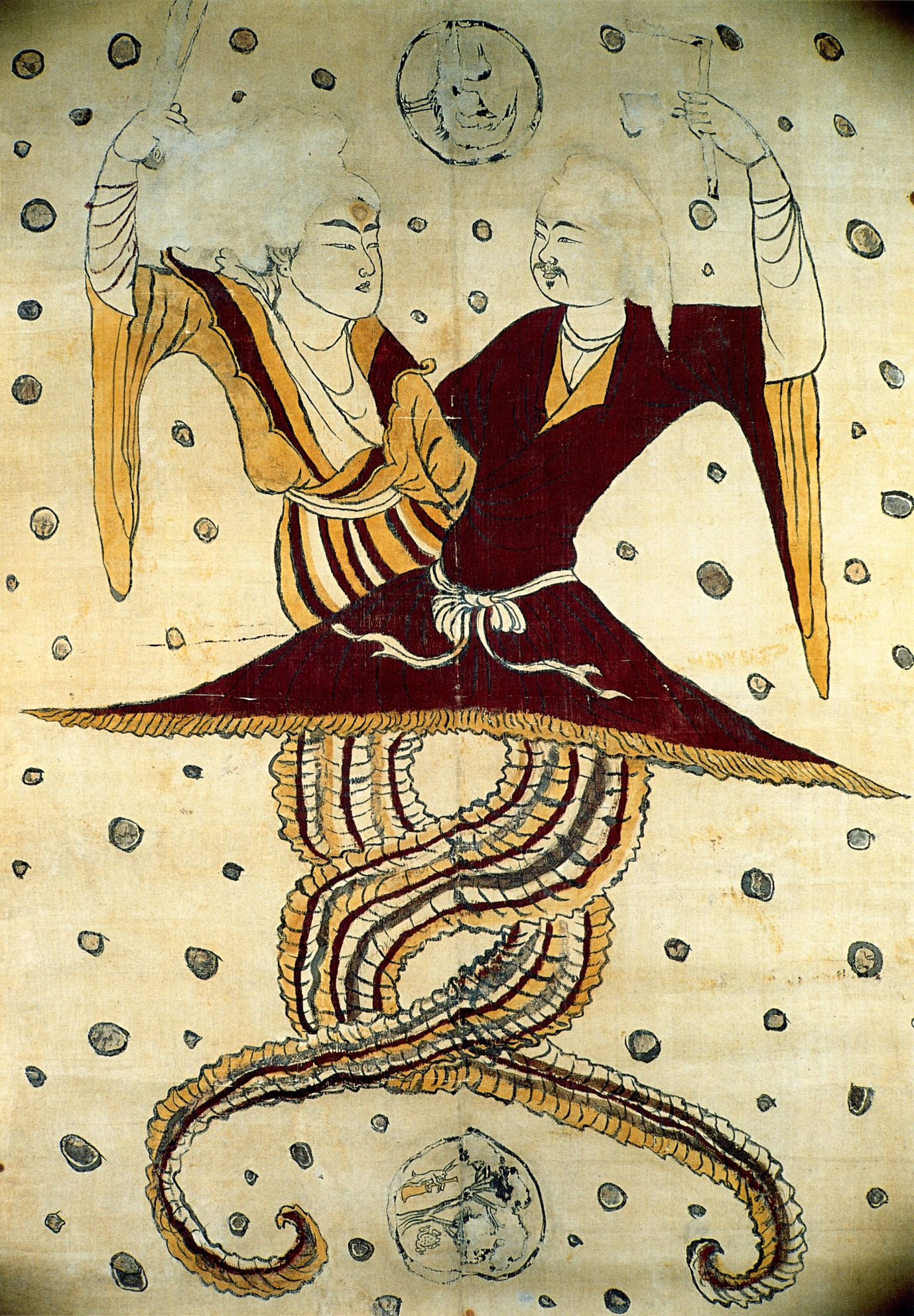
Fuxi tillsammans med Nüwa.

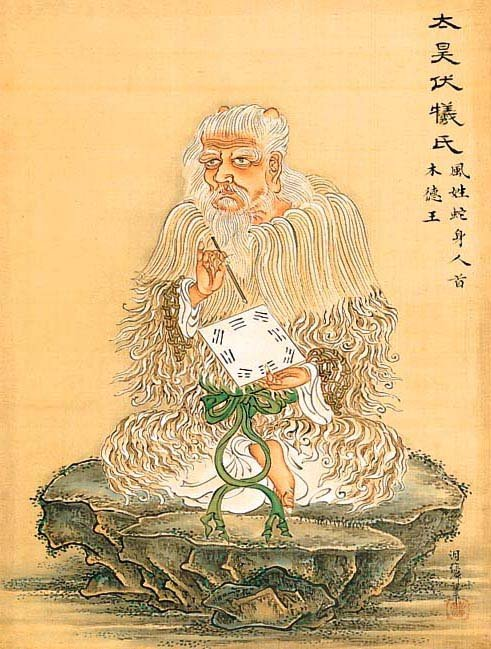
Fuxi med Bagua.

Fuxi (伏羲; Fú Xī) var i kinesisk mytologi den första av tre härskare och fem kejsare, och var tillsammans med sin fru och syster Nüwa skapare av världen och föräldrar till mänskligheten. Som gudomlig mytisk härskare har Fuxi tillskrivits regenttiden 2852 f.Kr.–2738 f.Kr. Fuxi representerar gudomligheten för öster och trä bland de fem elementen.
Fuxi var förfader till all mänsklig teknik och tillskrivs en rad uppfinningar såsom fisknätet, musiken, bagua och skriftspråket. Som den första av tre härskare och fem kejsare uppfann han även kungamakten.
Enligt verken Huainanzi och Lüshi chunqiu assisterades Fuxi av anden Gou Mang (句芒).
I Shanhaijing beskrivs att Lady Huaxu (華胥氏) var Fuxis mor.
I södra Kina är myten om Fuxi och hans fru välspridd och Miaofolket ser sig som ättlingar till Fuxi och Nüwa.
Fuxi avbildas ofta tillsammans med Nüwa med mänskliga kroppar och med sammanflätade draksvansar med kompas och linjal i händerna.

## Alternativa namn
Fuxi (伏羲; Fú Xī) har ett flertal alternativa stavningar och benämningar. Fuxi kan även skrivas 伏犧 och 伏戲. Han kan även benämnas Mixi (宓羲; Mì Xī), som även kan skrivas 宓犧. En ytterligare alternativ benämning är Paoxi (包犧; Bāo Xī) med alternativa stavningar 包羲, 炮犧 eller 庖犧. Han är även känd som Xi Huang 犧皇 eller Huang Xi 皇羲. Hans stamnamn är Huang Xiong 黄熊氏. Hans cognomen är Tai Hao 太皞 med alternativ stavning 太昊. Enligt andra legender är namnet Tai Hao förknippad med personen Feng (風).